# 로메오 네리
로메오 네리(이탈리아어: Romeo Neri, 1903년 3월 26일 ~ 1961년 9월 23일)는 이탈리아의 체조 선수로, 미국의 수영 선수 헬렌 매디슨과 더불어 1932년 로스앤젤레스 올림픽 3관왕이다.
리미니에서 태어난 네리는 체조로 전향하기 전에, 수영, 달리기, 역도와 권투를 하였다. 1926년 그는 평행봉에서 국내 선수권을 우승한 데 이어, 4개의 개인 종합 타이틀(1928~30, 1933)을 우승하였다.
1928년 암스테르담 올림픽에서 철봉에서 은메달을 딴 네리는 링과 개인 종합전에서 4위를 하였다. 4년 후에 그는 5.7- 점을 득점하여 개인 종합전을 우승하고, 거대하게 이탈리아 팀이 단체전을 우승하는 데 도움을 주었다. 또한 평행봉에서도 금메달을 따고, 마루 운동에서 4위를 하였다.
1936년 베를린 올림픽에서 찢어진 팔 근육과 나간 그는 자신의 종목들에서 완료하지 않았다.
제2차 세계 대전이 일어나자 체조에서 은퇴하고, 전쟁이 끝난 후 체조 코치로 일하여 1952년 헬싱키 올림픽을 위한 국가 대표 팀을 준비하고, 자신의 아들 로마노와 잠바티스타를 훈련하였다.
네리는 리미니에서 온 첫 금메달리스트이며, AC 리미니 1912의 홈구장은 그의 이름을 땄다.

## 같이 보기
- 올림픽 다관왕 목록